# (5163) Vollmayr-Lee
(5163) Vollmayr-Lee es un asteroide perteneciente al cinturón de asteroides, descubierto el 9 de octubre de 1983 por Joe Wagner desde la Estación Anderson Mesa (condado de Coconino, cerca de Flagstaff, Arizona, Estados Unidos).

## Designación y nombre
Designado provisionalmente como 1983 TD2. Fue nombrado Vollmayr-Lee en honor a la estadounidense Catalina Vollmayr-Lee, profesora del Departamento de Física y Astronomía de la Universidad Bucknell. Su investigación estudia el comportamiento de los vidrios estructurales y medios granulares, utilizando simulaciones por ordenador.

## Características orbitales
Vollmayr-Lee está situado a una distancia media del Sol de 2,467 ua, pudiendo alejarse hasta 2,966 ua y acercarse hasta 1,967 ua. Su excentricidad es 0,202 y la inclinación orbital 7,538 grados. Emplea 1415,44 días en completar una órbita alrededor del Sol.
El próximo acercamiento a la órbita terrestre se producirá el 12 de febrero de 2152.

## Características físicas
La magnitud absoluta de Vollmayr-Lee es 12,9. Tiene 7 km de diámetro y su albedo se estima en 0,284.